# 巴爾維市鎮
巴爾維市鎮是拉脫維亞的市镇，位於該國東部，行政中心为巴爾維。市镇面積为2,386.3平方公里，人口数量为23,358人（2018年）。

## 历史
巴爾維市鎮设立于2009年。2021年7月1日，原巴爾維市鎮、巴爾季納瓦市镇、魯加伊市镇和維利亞卡市镇合并成新的巴爾維市鎮。新市镇的范围与2009年之前的巴爾維區的范围完全一样。